# Kalzium
Kalzium (Duits voor Calcium) is een vrije periodieke tabel en scheikundig programma dat ontwikkeld wordt door het KDE Education Project.

## Functies
- Informatie over massa, lading, ontdekkingsdatum, smelt- of kooktemperatuur, atoommodel, dichtheid, isotopen en andere gegevens van elk element.
- Weergave in een tabel met weergave van o.a. atoomnummer, atoommassa en aggregatietoestand.
- Zijbalk met filteropties
- Mogelijkheid om reactievergelijkingen op lossen
- Bij ingave van een molecuulformule wordt de belangrijkste informatie (massa, bouw) over de betreffende molecule getoond
- 3D-weegave van moleculen